# إد كروسبي
إد كروسبي (بالإنجليزية: Ed Crosby)‏ هو لاعب كرة قاعدة أمريكي، ولد في 26 مايو 1949 في لونغ بيتش في الولايات المتحدة.

## وصلات خارجية
- إد كروسبي على موقعبيزبول رفرنس.كوم (الدوري الرئيسي) (الإنجليزية)
- إد كروسبي على موقعبيزبول رفرنس.كوم (الدوري الثانوي) (الإنجليزية)